# Kempnyia gracilenta
Kempnyia gracilenta är en bäcksländeart som först beskrevs av Günther Enderlein 1909.  Kempnyia gracilenta ingår i släktet Kempnyia och familjen jättebäcksländor. Inga underarter finns listade i Catalogue of Life.